# Attaque de Boulikessi (2021)
Pour les articles homonymes, voir Attaque de Boulikessi.
Guerre du Mali
Batailles
L'attaque de Boulikessi a lieu le 24 janvier 2021 pendant la guerre du Mali.

## Déroulement
Dans la nuit du 24 janvier 2021, à environ 3 h 30 du matin, heure locale, les djihadistes attaquent simultanément les postes militaires de Boulikessi et de Mondoro. Les troupes maliennes résistent à l'assaut sur ces deux points et reçoivent l'appui d'avions Tucano de l'Armée de l'air du Mali,.
Les Français sont également alertés et engagent moins d'une heure plus tard deux avions de chasse Mirage 2000 et deux hélicoptères Tigre,. Les Tigre se portent sur le secteur de Boulikessi et abattent une dizaine de djihadistes à motos,. Les Mirage se portent quant à eux sur les deux secteurs,. 
Les combats à Mondoro durent environ une heure d'après un élu local. Une centaine de djihadistes participent à l'attaque du camp, mais l'intervention des hélicoptères et des avions français suffit à les mettre en fuite.
Selon l'armée malienne, les assaillants sont « mis en déroute », grâce « à la promptitude des réactions et à une coordination efficace entre les Fama et les forces françaises Barkhane ».

## Pertes
Le lendemain des combats, l'armée malienne annonce dans deux communiqués que ses pertes sont de six tués et 18 blessés, dont quatre tués et douze blessés à Boulikessi et deux tués et six blessés à Mondoro. Elle fait également mention de la perte d'un véhicule et d'une mitrailleuse.
L'armée malienne fait également état d'un bilan d'« une trentaine de morts côté terroristes », ainsi que de la prise d'« une quarantaine de motos » et d'« un lot important de matériels militaires ».
Ces bilans sont confirmés par la MINUSMA dans son rapport du 26 mars 2021.
Le 25 janvier, l'armée française affirme pour sa part qu'à Boulikessi le bilan est de plusieurs dizaines de djihadistes « neutralisés », de deux pick-ups et cinq motos détruits et de 40 motos saisies. Elle indique alors que le bilan à Mondoro « demeure quant à lui à consolider », mais qu'au moins sept motos y ont été saisies.